# Quierzy
Quierzy (nom officiel, mais on voit aussi parfois Quierzy-sur-Oise) est une commune du département de l'Aisne, dans la région administrative des Hauts-de-France et la région naturelle du Soissonnais. Située entre Noyon et Chauny, elle est traversée par la rivière Oise. La rivière Ailette rejoint l'Oise à Quierzy. Ancienne villa royale aux temps des Mérovingiens puis palatium impérial avec les Carolingiens et lieu de naissance probable de Charlemagne c'est aujourd’hui un paisible village picard, mais aussi un lieu de mémoire de l'histoire de France.

## Géographie
Le village de Quierzy se trouve dans la vallée de l'Oise, aux confins du Soissonnais, du Noyonnais et du Laonnois.
L'Oise constitue en effet la frontière naturelle entre le Soissonnais, au sud de cette rivière, et le Noyonnais, au nord-ouest, tandis que l'Ailette sépare le Soissonnais du Laonnois, au nord-est.
Ces frontières naturelles constituent les limites du territoire des Suessiones, peuple gaulois présent dans la région dans l'antiquité gauloise. Ce découpage de la période gallo-romaine (la Civitas Suessionum) sera par la suite adopté par les francs et l'Église (ancien diocèse de Soissons, né au IIIe siècle).
Plus près de nous, les limites de la Région Agricole du Soissonnais, définies en 1946 par l'INSEE, s'inspirent de celles la région naturelle.

### Localisation

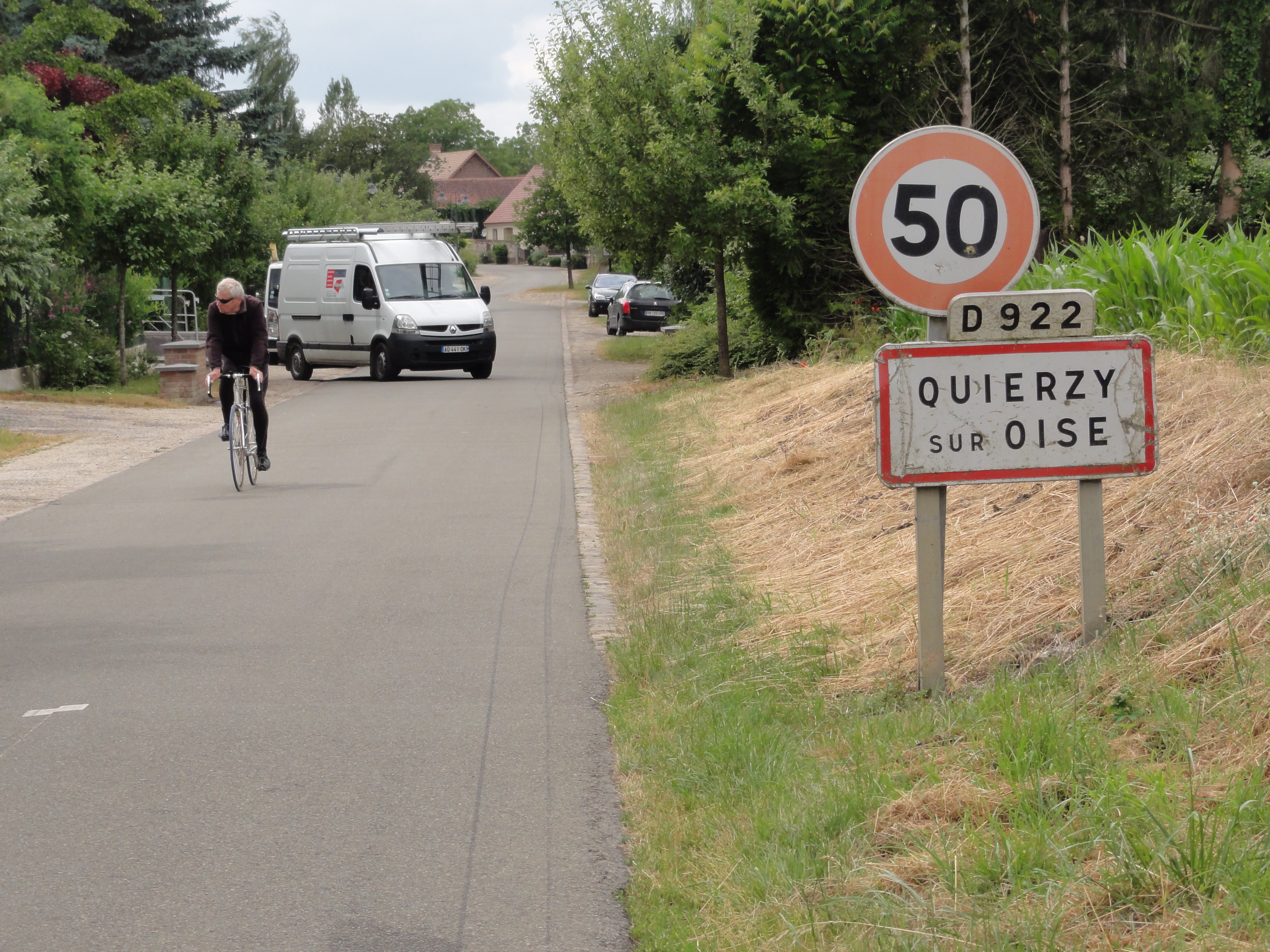
Entrée de Quierzy.

### Hydrographie

#### Réseau hydrographique
La commune est située dans le bassin Seine-Normandie. Elle est drainée par le canal latéral à l'Oise, l'Oise, l'Ailette, le ruisseau du Ponceau et divers bras du le canal latéral à l'Oise,,.
Le canal latéral à l'Oise est un canal de gabarit Freycinet qui dessert l'est de la Picardie. D'une longueur de 34 km, il connecte le canal de Saint-Quentin (depuis Chauny) à l'Oise canalisée à hauteur de Janville.
L'Oise prend sa source en Belgique, à 309 mètres d'altitude, dans l'ancienne commune de Forges et se jette dans la Seine à 20 mètres d'altitude, au Pointil en rive droite et en aval du centre de Conflans-Sainte-Honorine dans le département des Yvelines. D'une longueur 341 kilomètres, elle est presque entièrement navigable et bordée de canaux sur 104 kilomètres.
L'Ailette, d'une longueur de 59 km, prend sa source dans la commune de Sainte-Croix et se jette  dans l'Oise (rive gauche) sur la commune, après avoir traversé 36 communes.
Le ruisseau du Ponceau, d'une longueur de 10 km, prend sa source dans la commune de Blérancourt et se jette  dans l'Ailette à Manicamp, après avoir traversé six communes.

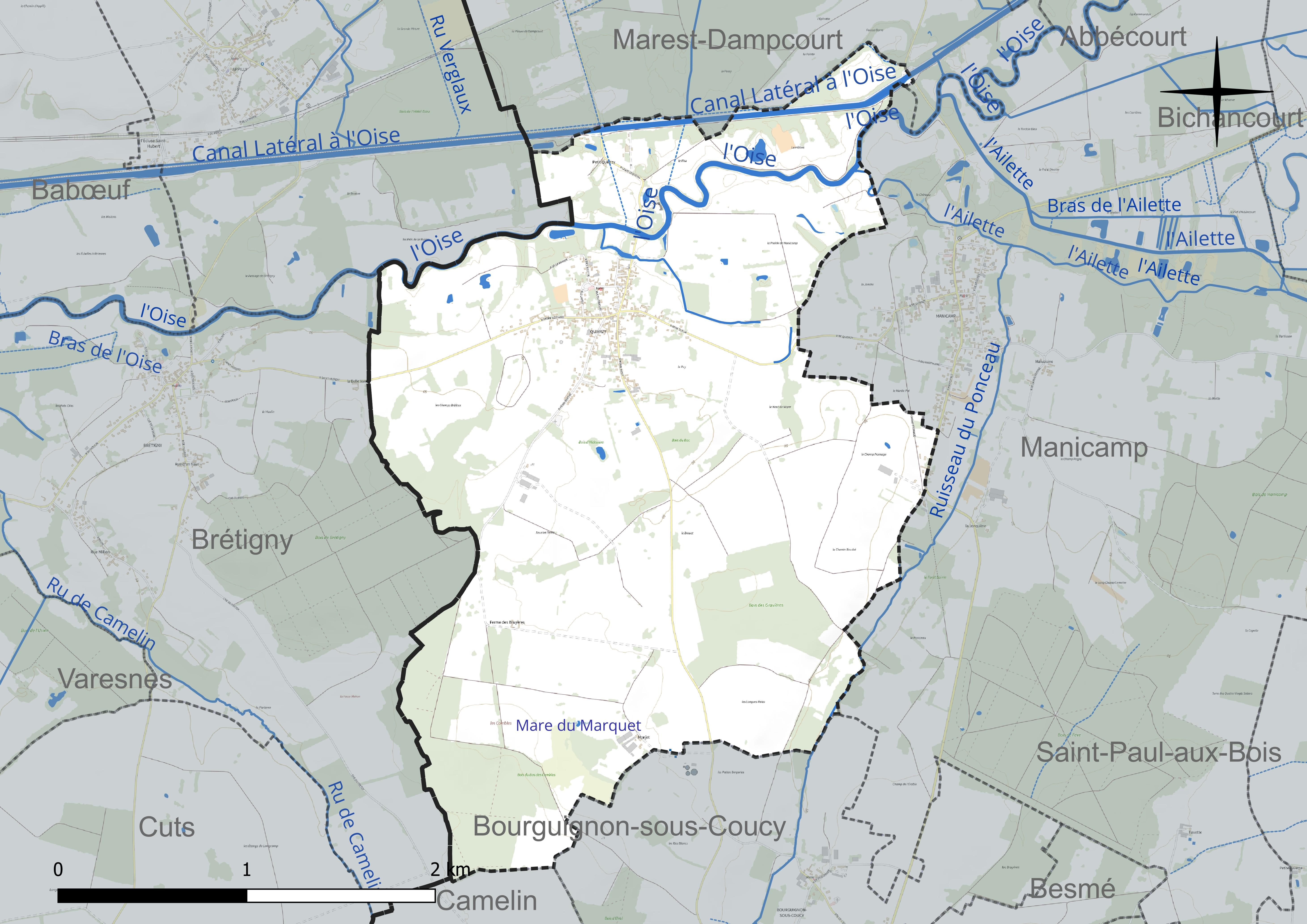
Réseau hydrographique de Quierzy.

Un plan d'eau complète le réseau hydrographique : la mare du Marquet (0 ha),.

#### Gestion et qualité des eaux
Le territoire communal est couvert par le schéma d'aménagement et de gestion des eaux (SAGE) « Oise moyenne ». Ce document de planification concerne un territoire de 1 013 km2 de superficie, délimité par le bassin versant de l'Oise moyenne. Le périmètre a été arrêté le 24 avril 2017 et le SAGE est, en 2024, encore en élaboration. La structure porteuse de l'élaboration et de la mise en œuvre est le syndicat mixte du SAGE Oise-Moyenne (SMOM).
La qualité des cours d'eau peut être consultée sur un site dédié géré par les agences de l'eau et l'Agence française pour la biodiversité.

### Climat
Pour des articles plus généraux, voir Climat des Hauts-de-France et Climat de l'Aisne.
En 2010, le climat de la commune est de type climat océanique dégradé des plaines du Centre et du Nord, selon une étude du CNRS s'appuyant sur une série de données couvrant la période 1971-2000. En 2020, Météo-France publie une typologie des climats de la France métropolitaine dans laquelle la commune est dans une zone de transition entre le climat océanique et le climat océanique altéré et est dans la région climatique Nord-est du bassin Parisien, caractérisée par un ensoleillement médiocre, une pluviométrie moyenne régulièrement répartie au cours de l'année et un hiver froid (3 °C).
Pour la période 1971-2000, la température annuelle moyenne est de 10,7 °C, avec une amplitude thermique annuelle de 15,1 °C. Le cumul annuel moyen de précipitations est de 684 mm, avec 11,3 jours de précipitations en janvier et 8,7 jours en juillet. Pour la période 1991-2020, la température moyenne annuelle observée sur la station météorologique la plus proche, située sur la commune de Chauny à 7 km à vol d'oiseau, est de 11,1 °C et le cumul annuel moyen de précipitations est de 709,9 mm,. Pour l'avenir, les paramètres climatiques de la commune estimés pour 2050 selon différents scénarios d'émission de gaz à effet de serre sont consultables sur un site dédié publié par Météo-France en novembre 2022.

## Urbanisme

### Typologie
Au 1er janvier 2024, Quierzy est catégorisée commune rurale à habitat dispersé, selon la nouvelle grille communale de densité à 7 niveaux définie par l'Insee en 2022.
Elle est située hors unité urbaine et hors attraction des villes,.

### Occupation des sols
L'occupation des sols de la commune, telle qu'elle ressort de la base de données européenne d'occupation biophysique des sols Corine Land Cover (CLC), est marquée par l'importance des territoires agricoles (82,9 % en 2018), en augmentation par rapport à 1990 (81,5 %). La répartition détaillée en 2018 est la suivante : 
prairies (60,1 %), terres arables (22,8 %), forêts (13,5 %), zones urbanisées (3,6 %).
L'évolution de l'occupation des sols de la commune et de ses infrastructures peut être observée sur les différentes représentations cartographiques du territoire : la carte de Cassini (XVIIIe siècle), la carte d'état-major (1820-1866) et les cartes ou photos aériennes de l'IGN pour la période actuelle (1950 à aujourd'hui).

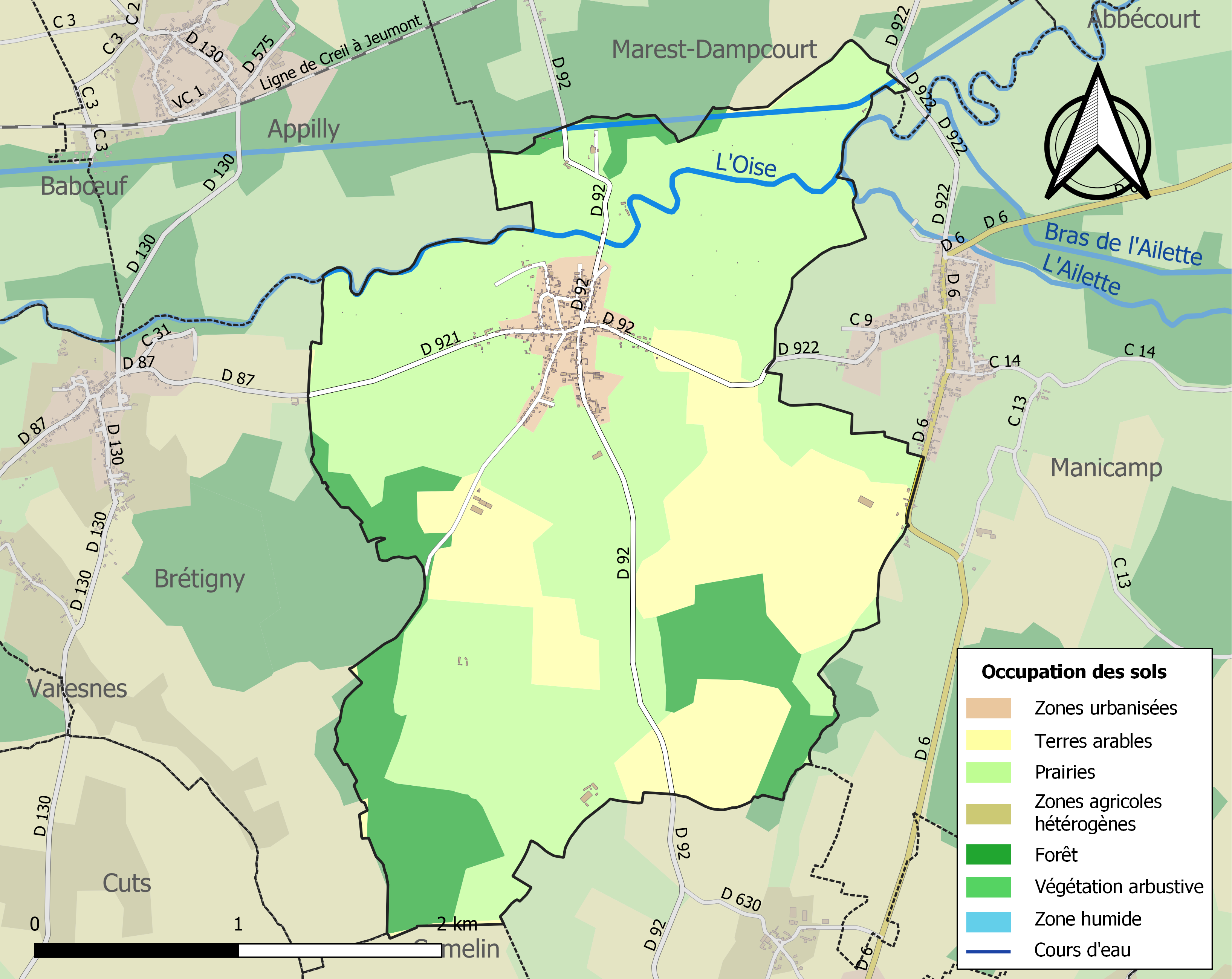
Carte de l'occupation des sols de la commune en 2018 (CLC).

## Toponymie
Le village s'appelait autrefois Chérizy avant de se nommer Quierzy.
Le nom de Quierzy évolua successivement en Cariciacum, puis Carisiacum, Charisagum, Karisiacum, et enfin Quierzy[réf. nécessaire].
Charisilittae en 236, puis Carisiacus, Kiriacus, Chirisiacus, Karisy, Kerzy, Chérisy, Kierzy, Quierzis (an II 1793) et enfin Quierzy (Bull. des Lois 1801, Quierzy et non Quierzy-sur-Oise) tirerait son nom de Charisius, fondateur ou propriétaire de la villa gallo-romaine, suivi du suffixe gaulois " - acus" = domaine de..[réf. nécessaire].

## Histoire

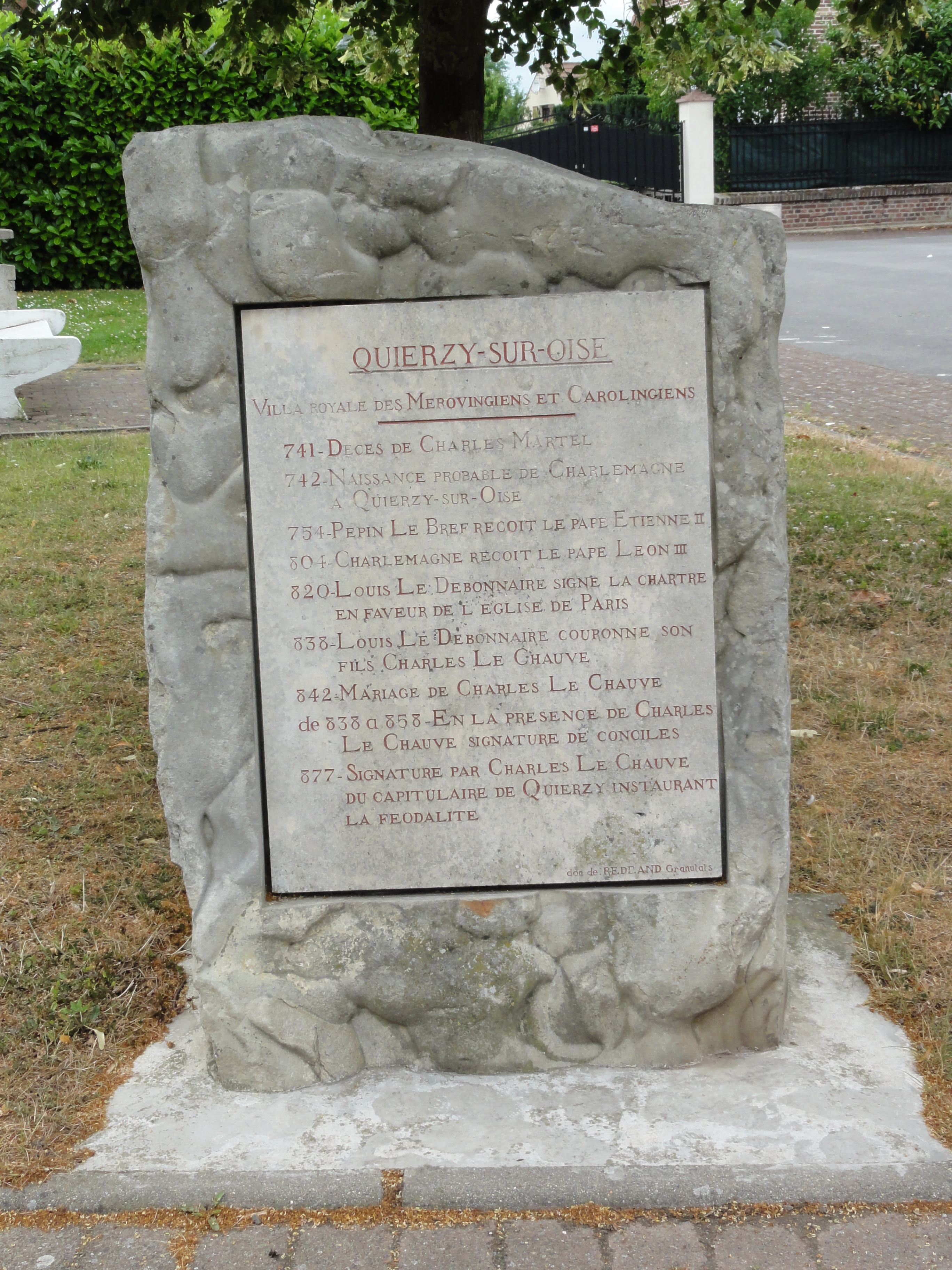
Stèle sur les Mérovingiens et Carolingiens.

Le territoire actuel de la commune possède la particularité remarquable de se trouver à l'époque gallo-romaine aux confins de trois cités et de trois pays : la Civitas Suessionum des Suessions (capitale Soissons) et le Pagus Suessionicus rive sud de l'Oise, la Civitas Viromanduorum des Viromanduens (capitale Saint-Quentin) et le Pagus Noviomagensis rive nord de l'Oise et la Civitas Remorum des Rèmes (capitale Reims) et le Pagus Laudunensis rive nord-est de l'Ailette. Tous ces territoires faisaient partie de la province romaine de Gaule belgique (Gallia Belgica).
Lors de la Guerre des Gaules, la région est repeuplée par les Lètes, dont le fondateur de la villa serait Charisius.
236 : Quierzy est alors connu sous le nom de Charisilittae.
605 : décès à Quierzy de Protade, maire du palais de Thierry II.
22 octobre 741 : décès à Quierzy de Charles Martel, maire des palais d'Austrasie, de Neustrie et de Bourgogne. Le pouvoir est partagé entre ses deux fils Carloman et Pépin le Bref.
754 : convaincu par Chrodegang, Pépin le Bref fait adopter par le concile de Quierzy la liturgie romaine et le chant grégorien.
Avril 754 : réception du pape Étienne II par Pépin le Bref à Quierzy et signature du traité de Quierzy créant les États pontificaux par la donation de l'exarchat de Ravenne. Le pape reconnaît en contrepartie la dynastie carolingienne. Cette donation est confirmée en 774, à Rome, par Charlemagne, fils de Pépin.
762 : Pépin le Bref passe l'hiver à Quierzy.
Janvier 775 : assemblée des Grands à Quierzy : préparation de l'invasion de la Saxe.
804 : le pape Léon III rencontre Charlemagne à Quierzy avant de se rendre à Aix-la-Chapelle.
15 mars 834 : Pépin Ier d'Aquitaine rencontre son père Louis le Pieux, qui lui rend son royaume.
Septembre 838 : concile de Quierzy : Condamnation des moines de l'abbaye de Saint-Calais (diocèse du Mans), condamnation de certains des avis liturgiques d'Amalarius de Metz,.
Septembre 838 : couronnement de Charles le Chauve à Quierzy en présence de son père Louis le Pieux qui lui attribue les territoires de l'ouest dans un nouveau partage successoral.
Décembre 842 : mariage à Quierzy de Charles le Chauve avec Ermentrude d'Orléans.
853 : concile de Quierzy présidé par Hincmar, archevêque de Reims ; condamnation de Gottschalk d'Orbais.
14 juin 877 : capitulaire de Quierzy : les charges comtales sont rendues héréditaires par Charles le Chauve avant son départ pour l'Italie et donc naissance de la féodalité.
Après 891 : les Normands s'installent dans la région. Quierzy et ses environs sont complètement détruits par l'envahisseur nordique.

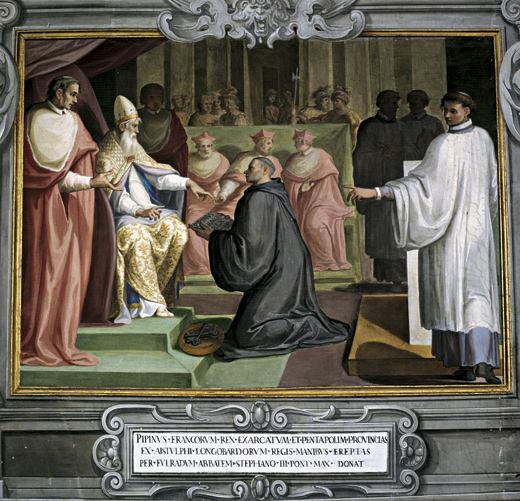
La donation de Pépin (ou traité de Quierzy) au pape Étienne II (pape) (754).

Durant son règne, Hugues Capet, qui préférait résider en ville, donne ses terres de Quierzy à l'évêque de Noyon. Ce dernier y fait construire une forteresse pour se défendre du puissant seigneur de Coucy. La terre passe ensuite aux mains des Chérisy, puis des Montmorency, des Roye, des Halluin, des Brûlart de Sillery et des Bussy-Rabutin jusqu'à la Révolution française.
Première Guerre mondiale : Quierzy est occupé par l'armée allemande dès l'été 1914 et se trouve à proximité du front pendant toute la guerre. L'historien de l'art Georg Weise (1888-1978) de l'Université de Tübingen commence des fouilles à l'emplacement présumé du palatium impérial des Carolingiens (d'août 1916 jusqu'en février 1917), depuis jamais reprises. En 1917, les Allemands contraints de se retirer détruisent systématiquement toute la région. Quierzy épargné est alors libéré une première fois par le 4e spahis. Dès mai 1917, la 3e division de cavalerie du 1er corps de cavalerie vient en aide à la population. Le village connaît d'importantes destructions en 1918 lors des batailles de l'Ailette et de l'Aisne avant d'être définitivement libéré le 23 août 1918 par le 330e régiment d'infanterie.
Quierzy reçoit le 5 mai 1921 la croix de guerre 1914-1918 accompagnant la citation à l'ordre de l'armée : « A supporté courageusement de fréquents bombardements qui l'ont complètement détruite. Par la fière attitude qu'elle a opposée à l'envahisseur au cours d'une longue occupation, par les souffrances endurées, a bien mérité de la nation ».
La reconstruction : après les deux libérations, les femmes américaines de la section civile de l'American Fund for French Wounded (AFFW), futur Comité américain pour les régions dévastées⋅(CARD), aident à la reconstruction de la région jusqu'en 1924.
Seconde Guerre mondiale : Quierzy est à nouveau le théâtre des combats décisifs de la bataille de France en mai-juin 1940 sur la ligne Weygand, secteur du 18e Régiment de Tirailleurs Algériens de la 87e division d'infanterie d'Afrique (7e armée). Un important groupe FFI se constitue à Quierzy fin 1943 autour d'André Gossard (1901-1944). Quierzy est libérée le 2 septembre 1944 par les 4e DI américaine et 5e DB américaine.

## Politique et administration

### Découpage territorial
La commune de Quierzy est membre de la communauté d'agglomération Chauny-Tergnier-La Fère, un établissement public de coopération intercommunale (EPCI) à fiscalité propre créé le 1er janvier 2017 dont le siège est à Chauny. Ce dernier est par ailleurs membre d'autres groupements intercommunaux.
Sur le plan administratif, elle est rattachée à l'arrondissement de Laon, au département de l'Aisne et à la région Hauts-de-France. Sur le plan électoral, elle dépend du  canton de Vic-sur-Aisne pour l'élection des conseillers départementaux, depuis le redécoupage cantonal de 2014 entré en vigueur en 2015, et de la quatrième circonscription de l'Aisne  pour les élections législatives, depuis le dernier découpage électoral de 2010.

### Administration municipale
| Période                                  | Période                       | Identité                  | Étiquette | Qualité                                                                |
| ---------------------------------------- | ----------------------------- | ------------------------- | --------- | ---------------------------------------------------------------------- |
| Les données manquantes sont à compléter. |                               |                           |           |                                                                        |
| avant 1877                               | après 1879                    | Cavalier                  |           |                                                                        |
| avant 1937                               | 1945                          | Michel Guerre (1890-1945) | SFIO      | Conseiller général du canton de Coucy-le-Château-Auffrique (1937-1940) |
| mars 2001                                | juillet 2020                  | Olivier Timmerman         | DVD       | Agriculteur Réélu pour le mandat 2014-2020,                            |
| juillet 2020                             | En cours (au 13 juillet 2020) | Jérôme Gervais            |           | Ouvrier                                                                |

## Démographie
L'évolution du nombre d'habitants est connue à travers les recensements de la population effectués dans la commune depuis 1793. Pour les communes de moins de 10 000 habitants, une enquête de recensement portant sur toute la population est réalisée tous les cinq ans, les populations de référence des années intermédiaires étant quant à elles estimées par interpolation ou extrapolation. Pour la commune, le premier recensement exhaustif entrant dans le cadre du nouveau dispositif a été réalisé en 2008.

En 2022, la commune comptait 419 habitants, en évolution de −1,41 % par rapport à 2016 (Aisne : −1,97 %, France hors Mayotte : +2,11 %).
| 1793 | 1800 | 1806 | 1821 | 1831 | 1836 | 1841 | 1846 | 1851 |
| ---- | ---- | ---- | ---- | ---- | ---- | ---- | ---- | ---- |
| 607  | 637  | 667  | 664  | 738  | 751  | 764  | 781  | 781  |

| 1856 | 1861 | 1866 | 1872 | 1876 | 1881 | 1886 | 1891 | 1896 |
| ---- | ---- | ---- | ---- | ---- | ---- | ---- | ---- | ---- |
| 744  | 703  | 673  | 604  | 596  | 553  | 512  | 475  | 466  |

| 1901 | 1906 | 1911 | 1921 | 1926 | 1931 | 1936 | 1946 | 1954 |
| ---- | ---- | ---- | ---- | ---- | ---- | ---- | ---- | ---- |
| 437  | 437  | 414  | 303  | 368  | 350  | 344  | 399  | 391  |

| 1962 | 1968 | 1975 | 1982 | 1990 | 1999 | 2006 | 2008 | 2013 |
| ---- | ---- | ---- | ---- | ---- | ---- | ---- | ---- | ---- |
| 340  | 335  | 312  | 342  | 362  | 335  | 414  | 437  | 431  |

| 2018 | 2022 | - | - | - | - | - | - | - |
| ---- | ---- | - | - | - | - | - | - | - |
| 415  | 419  | - | - | - | - | - | - | - |

## Culture locale et patrimoine
Situé au sud de la rivière Oise, Quierzy est un village du Soissonnais, pays de Picardie historique.

### Lieux et monuments
- Il ne reste plus rien de la résidence royale des Pépinides et des Carolingiens, une trace des fossés est visible, dans les champs route de Manicamp (D 922) à la sortie de Quierzy.
- L'actuel château de Quierzy a été rebâti au XVe siècle sur la forteresse des évêques de Noyon dont une tour et ruine sont encore visibles près des bords de l'Oise en direction de la gare.
- Église Notre-Dame de Quierzy.
- Reste près de l'église d'un prieuré fortifié[39].
- Le monument aux morts.
- La stèle des Mérovingiens et Carolingiens.
- Croix de chemin.

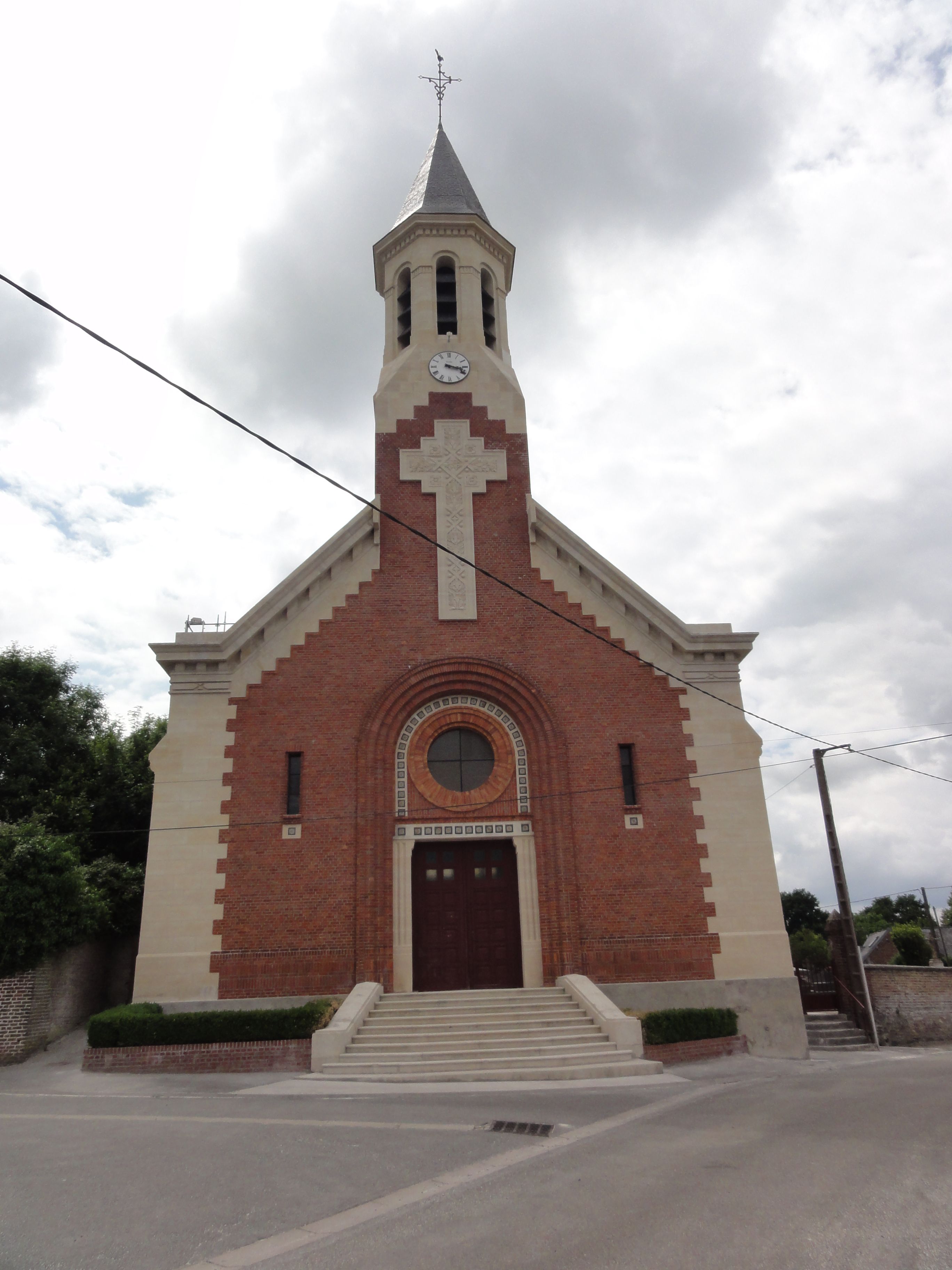
Église Notre-Dame.
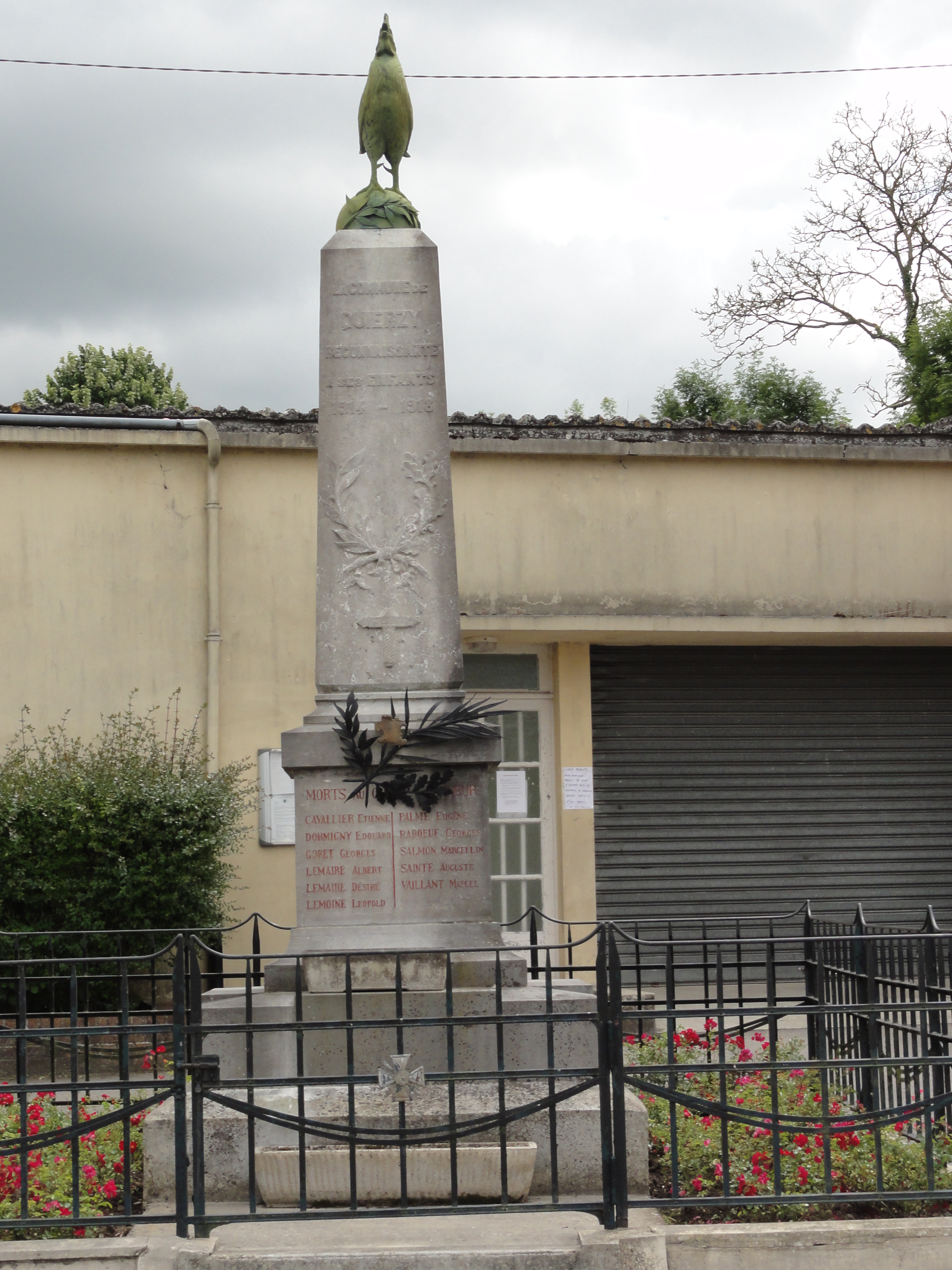
Monument aux morts.
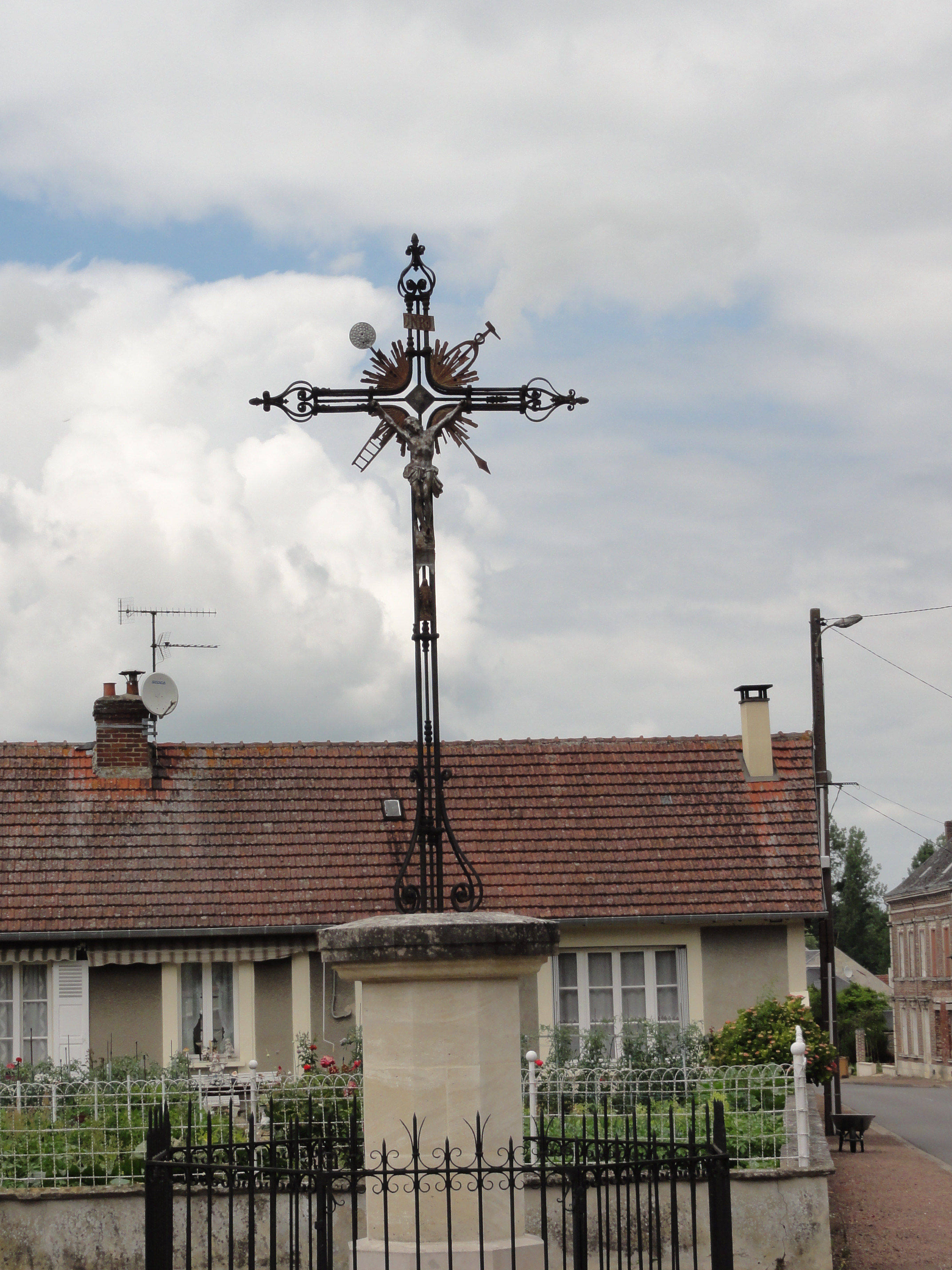
Croix de chemin.

### Personnalités liées à la commune
- Charles Martel y est décédé en 741.
- Charlemagne (l'un des lieux hypothétiques de sa naissance entre 742 et 748).
- Charles le Chauve, roi des Francs, puis empereur carolingien, petit-fils de Charlemagne, y est couronné roi en 838 par son père Louis le Pieux, s'y marie en 842 et y promulgue en 877 le capitulaire de Quierzy.
- Le village a l'honneur d'abriter les tombes de deux artilleurs du 320e régiment d'artillerie coloniale porté de la 87e division d'infanterie d'Afrique, « morts pour la France » à Quierzy le 5 juin 1940 : le chef d'escadron René Patier (1893-1940) et le canonnier Marcel Leviel (1916-1940).

### Héraldique
| Blason de Quierzy | Blason  | D'azur à la fasce d'or.                                                              |
| Blason de Quierzy | Détails | Armes de la famille de Quierzy (ou de Chérisy) avec émaux inversés. Blason officiel. |